# Petar Merkow
Petar Christow Merkow (bulgarisch Петър Христов Мерков; * 3. November 1976 in Plowdiw) ist ein ehemaliger bulgarischer Kanute.

## Erfolge
Petar Merkow nahm an drei Olympischen Spielen teil. Bei seinem Olympiadebüt 1996 in Atlanta trat er in zwei Wettbewerben an, darunter im Einer-Kajak über 500 Meter. Den Vorlauf schloss er zunächst auf dem fünften Rang ab, ehe er seinen Hoffnungslauf gewann. Im Halbfinale kam er jedoch nicht über den neunten und letzten Platz hinaus und schied aus. Darüber hinaus gehörte er zum bulgarischen Aufgebot im Vierer-Kajak, mit dem er auf der 1000-Meter-Strecke nach dritten Plätzen in den Vor- und Halbfinalläufen das Finale erreichte. Dieses schlossen die Bulgaren nach 2:56,696 Minuten auf dem achten Platz ab, 2,7 Sekunden hinter den Podestplätzen. Diese belegten Mannschaften aus der Deutschland, Ungarn und Russland.
Vier Jahre darauf in Sydney ging Merkow in gleich drei Disziplinen an den Start. Im Einer-Kajak über 500 Meter gelangen ihm Siege im Vor- und Halbfinallauf, sodass er klar ins Finale einzog. Dort überquerte er nach 1:58,393 Minuten hinter dem siegreichen Norweger Knut Holmann als Zweiter die Ziellinie und gewann vor Michael Kolganov aus Israel die Silbermedaille. Ähnlich erfolgreich verlief auch der Wettbewerb über 1000 Meter. Danke eines dritten Platzes im Vorlauf und eines Siegs im Halbfinale zog er in sein zweites Finale in Folge ein. Erneut war lediglich Knut Holmann schneller als Merkow gewesen, der nach 3:34,649 Minuten ins Ziel kam und eine weitere Silbermedaille gewann. Dritter wurde dieses Mal der Brite Tim Brabants. Darüber hinaus gehörte Merkow auch wieder zur Besetzung des Vierer-Kajaks, der sich nach einem vierten Platz im Vorlauf dank eines Siegs im Halbfinale für den Endlauf qualifizierte. Diesen schlossen die Bulgaren auf dem fünften Platz ab.
Bei den Olympischen Spielen 2004 in Athen schied Merkow im Einer-Kajak über 500 Meter vorzeitig aus, nachdem er im Halbfinale nicht über den sechsten Platz hinaus kam. Im Vierer-Kajak belegte er im Vorlauf den zweiten Platz und verpasste im Anschluss im Finale als Vierter knapp einen weiteren Medaillengewinn. Mit 2:59,622 Minuten blieben sie 0,3 Sekunden hinter den drittplatzierten Slowaken.
1999 in Mailand sicherte sich Merkow bei den Weltmeisterschaften im Einer-Kajak auf der 500-Meter-Strecke ebenso die Silbermedaille wie auch 2002 in Sevilla. Außerdem gewann er 2002 im Vierer-Kajak über 1000 Meter Bronze.
Ebenfalls 1999 wurde Merkow in Zagreb im Einer-Kajak auf der 500-Meter-Distanz Europameister und belegte im Vierer-Kajak sowohl über 500 als auch über 1000 Meter den zweiten Platz. Bei den Europameisterschaften 2000 in Posen gewann er im Einer-Kajak Silber auf der 500-Meter- und Bronze auf der 1000-Meter-Strecke. Im Vierer-Kajak sicherte er sich über 1000 Meter die Bronzemedaille, was die bulgarische Mannschaft mit Merkow 2002 in Szeged wiederholte. Des Weiteren beendete er den Wettbewerb im Einer-Kajak über 500 Meter auf Platz zwei.